# 福井市清水西小学校
福井市清水西小学校（ふくいし しみずにししょうがっこう）は、福井県福井市大森町にある公立小学校。

## 沿革
- 1872年 - 学制発布に伴い、賀茂神社拝殿に帯鋤小学校、山内村高成寺に畔雲小学校、笹谷村乗泉寺に蟠龍小学校、清水畑村白山神社に自修小学校が開校。
- 1876年 - 畔雲小学校と蟠龍小学校を廃止、笹山小学校を開設。
- 1877年 - 山内村が帯鋤小学校に通い、笹山小学校を笹谷小学校と改称。
- 1887年 - 笹谷小学校を廃止して帯鋤小学校に編入、大森小学校と改称。
- 1889年 - 町村制施行により丹生郡志津村立大森小学校、自修小学校となる。上天下村と下天下村が三留村の気比小学校から分離、大森小学校天下分教場（天下分校）を設置。
- 1892年 - 大森小学校を志津尋常小学校、自修小学校を自修尋常小学校と改称。
- 1910年 - 自修尋常小学校が志津尋常小学校に合併、志津分教場となる。
- 1915年 - 天下分教場を第一分教場、志津分教場を第二分教場と改称。
- 1941年 - 志津国民学校と改称。
- 1947年 - 志津小学校と改称。第一分教場を第一分校、第二分教場を第二分校と改称。
- 1955年7月28日 - 志津村・三方村・天津村が合併して清水町発足。清水町立清水西小学校と改称。
- 1997年 - 第一分校休校。
- 1999年 - 第二分校休校。
- 2003年 - 第一分校、第二分校廃校。
- 2005年 - 校舎増築工事竣工。
- 2006年2月1日 - 清水町が福井市へ編入合併、福井市清水西小学校と改称。

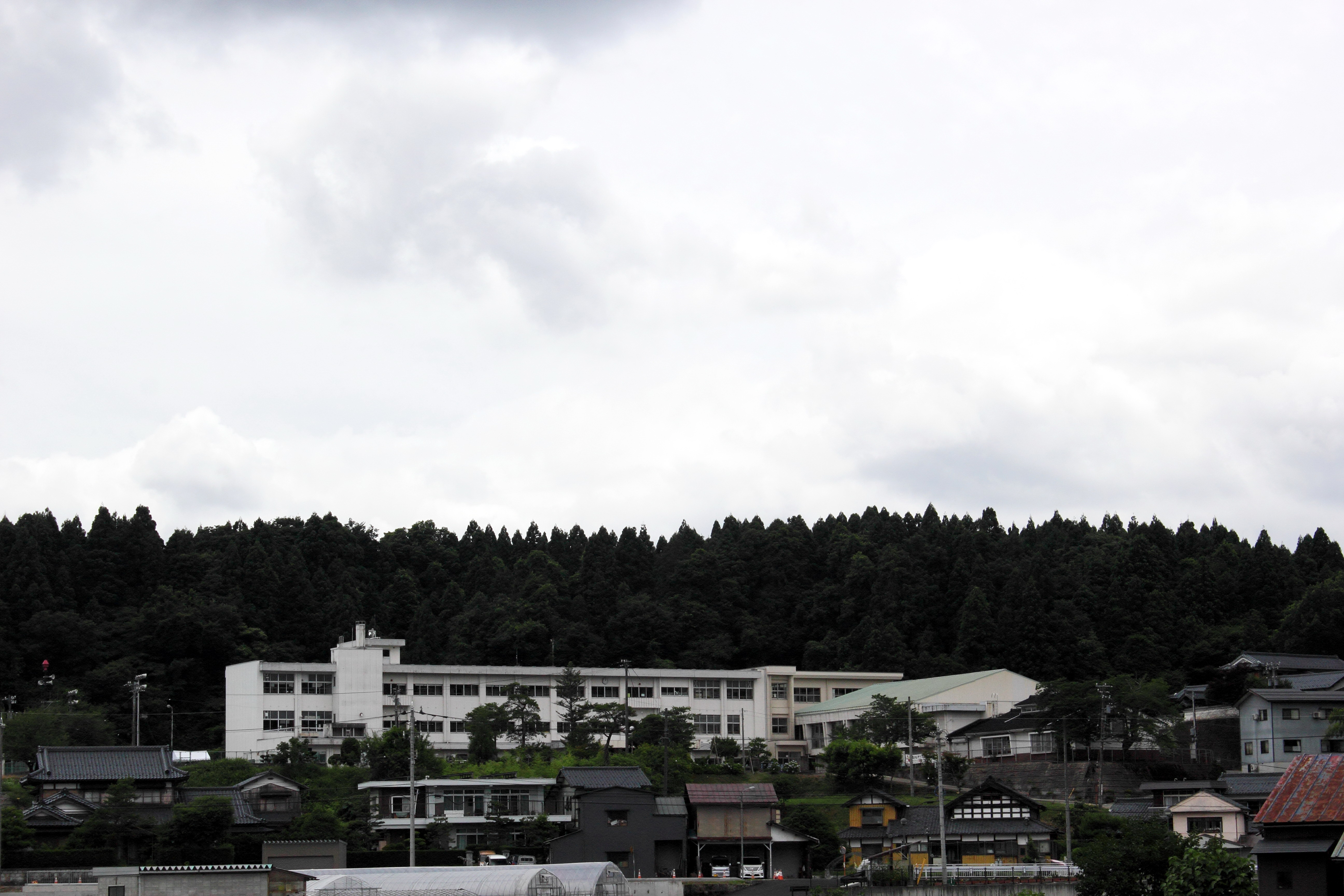
福井市清水西小学校（遠望）

- 2007年4月1日 - 2学期制を開始。

## 学校周辺
- 賀茂神社 - 福井市大森町～加茂町
- コスモスタウン志津が丘 - 福井市志津が丘
- 福井市清水中学校 - 福井市島寺町

## 著名な出身者
- 島川丈男 - 実業家（やきとりの名門 秋吉の創業者）
- 林ふみの - 漫画家
- 森川陽一郎 - 映像作家、元映画監督

## アクセス
- 京福バス79 清水織田線「清水西小学校前」下車。